# Philippa von Toulouse
Philippa von Toulouse (* um 1073; † 28. November 1118 in der Abtei Fontevrault, Frankreich) war aus eigenem Recht Gräfin von Toulouse und durch ihre Heirat mit Wilhelm IX. Herzogin von Aquitanien.

## Leben

### Familie
Philippa wurde um 1073 als Tochter von Graf Wilhelm IV. von Toulouse und dessen Frau Emma von Mortain geboren. Sie war das einzige überlebende Kind Wilhelms und deshalb, gemäß den Gesetzen der Grafschaft Toulouse, seine Erbin. Im Jahr 1088 nahm Wilhelm an einem Pilgerzug ins Heilige Land teil und hinterließ seinen Bruder Raimund von Saint-Gilles als Regenten. Es gibt Behauptungen, dass er noch vor seiner Abreise seine Tochter mit dem König von Aragon verheiratete, um sie von der Erbfolge auszuschließen, dies ist jedoch äußerst unwahrscheinlich, da König Sancho zum Zeitpunkt seines Todes 1094 immer noch mit seiner Ehefrau Felicia von Roucy verheiratet war.
Über die Kindheit Philippas ist wenig bekannt. Es ist bekannt, dass sie Wilhelm IX. von Aquitanien nicht vor dem Tod ihres Vaters und der Nachfolge ihres Onkels im Jahr 1094 heiratete. Somit weiß man wenig über ihr Leben vor dem Tod ihres Vaters, ihre Enterbung und die Arrangierung ihrer Ehe. Die Historiker, die behaupten, dass Philippa mit König Sancho verheiratet gewesen sein soll, argumentieren, dass ihr Verlassen von Toulouse sie daran hinderte, ihr Erbe zu behaupten, und dass sie nach dem Tod Sanchos frei war, sich einen zweiten Ehemann auszuwählen. Sicher ist jedoch, dass beim Tod Graf Wilhelms Philippas Ansprüche ignoriert wurden und Raimund Graf von Toulouse wurde.

### Ehe mit Wilhelm von Aquitanien
Als Raimund IV. von Toulouse im Herbst 1096 am Ersten Kreuzzug teilnahm, hinterließ er seinen Sohn Bertrand, um das Land zu regieren. Im Frühjahr 1098 eroberten Wilhelm und Philippa die Stadt Toulouse. Dort brachte Philippa im darauffolgenden Jahr ihr erstes Kind auf die Welt: Wilhelm der Tolosaner. 1099 nahm Wilhelm an einem Kreuzzug teil, Philippa wurde währenddessen als Regentin im Poitou eingesetzt. Zum Entsetzen Philippas tauschte ihr Mann 1100 Toulouse bei ihrem Cousin Bertrand gegen eine hohe Summe Geld ein, die er nutzte, um an einem Kreuzzug teilzunehmen. Philippa musste ihre Heimat somit verlassen und zog in die Hauptstadt Poitiers, von wo aus sie in der Abwesenheit ihres Mannes Aquitanien regierte. Wilhelm eroberte Toulouse 1113, nach dem Tod Bertrands, zurück. Seitdem regierte Philippa größtenteils von dort aus.
Nach Wilhelms Rückkehr lebten er und Philippa eine Zeit lang glücklich miteinander und hatten weitere Kinder. Philippa konzentrierte sich besonders auf den Glauben, vor allem die Lehren von Robert von Arbrissel, dem Gründer der Abtei Fontevrault, die sie auch finanziell unterstützte. Ihr Interesse an der Doktrin Robert von Arbrissels und die zunehmende Unzufriedenheit Wilhelms, der sich zudem in Dangereuse de l’Isle Bouchard verliebt hatte, führten dazu, dass Wilhelm 1115 seine Frau verstieß. Philippa zog sich in die Abtei Fontevrault zurück, wo sie sich mit der ersten Frau ihres Mannes, Irmgard von Anjou, anfreundete. Dort verstarb sie am 28. November 1118.

## Nachkommen
Aus ihrer Ehe mit Wilhelm IX. von Aquitanien hatte Philippa zwei Söhne und fünf Töchter:
- Wilhelm X. (* 1099; † 1137), Herzog von Aquitanien ⚭ Eleonor von Châtellerault
- Raimund (* um 1099; † 1149), Fürst von Antiochia ⚭ Konstanze von Antiochia
- Agnes (* um 1105; † um 1159) ⚭ 1. Aimery V. von Thouars; ⚭ 2. Ramiro II. von Aragon
- vier weitere Töchter, deren Namen unbekannt sind